# Staatliche Technische Universität des Fernen Ostens

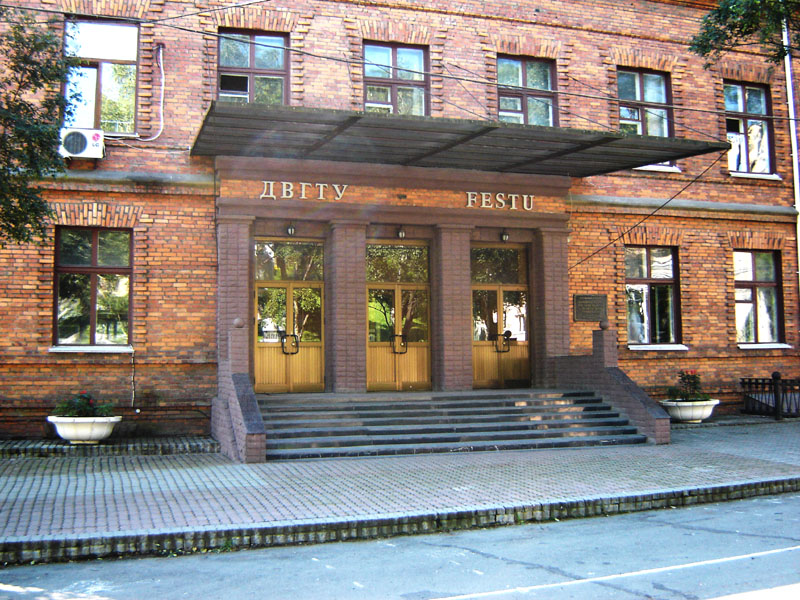
Haupteingang

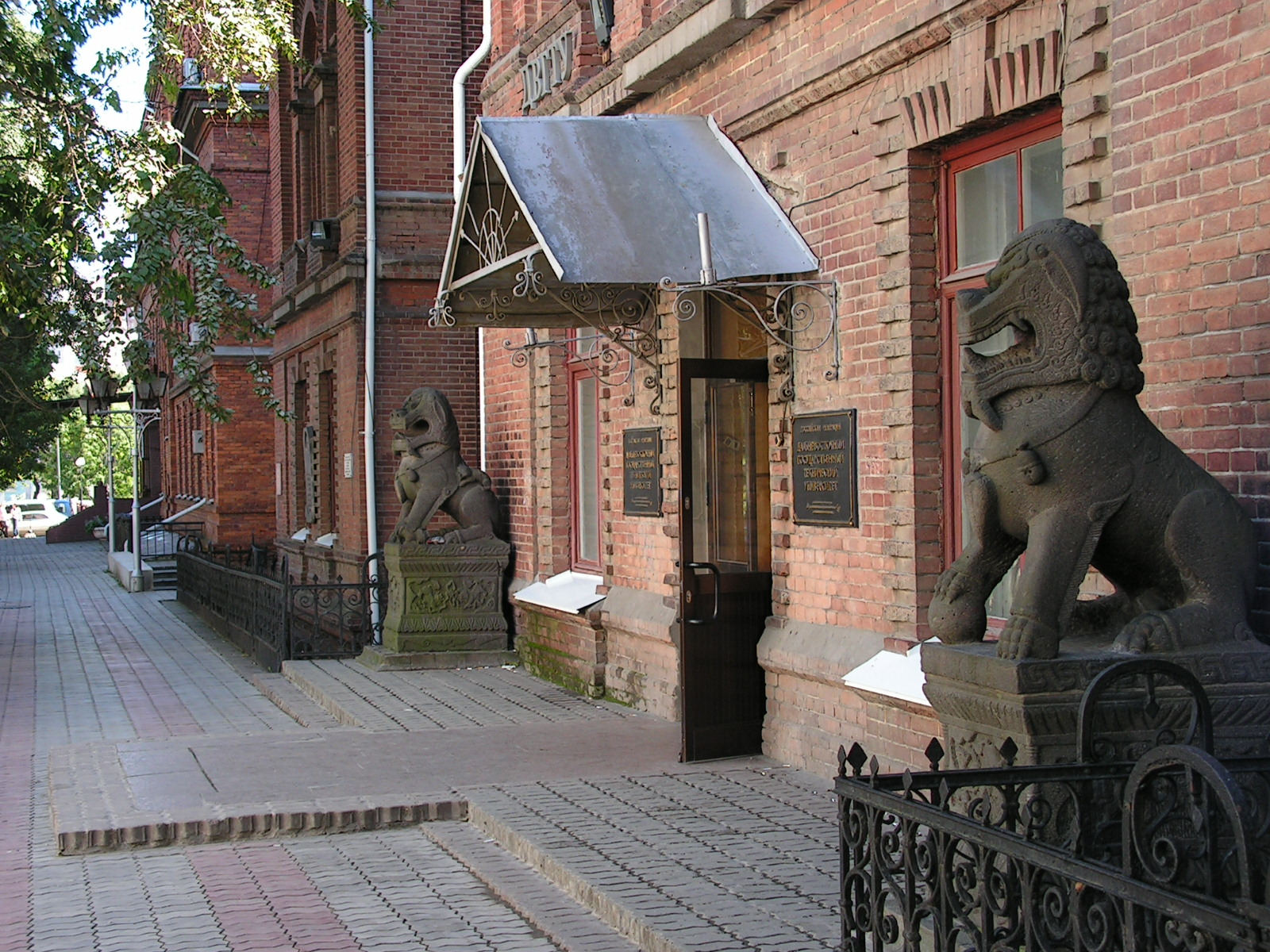
Löwenskulpturen vor dem Hauptgebäude der Universität

Die Staatliche Technische Universität des Fernen Ostens (russisch Дальневосточный государственный технический университет, Dalnewostotschny gosudarstwenny technitscheski uniwersitet), kurz FESTU, ist eine staatliche technische Universität in der russischen Stadt Wladiwostok am Pazifischen Ozean.
Am 20. Februar 1930 wurde das Fernöstliches Polytechnisches Institut (russisch: Дальневосточный политехнический институт) gegründet. Obwohl die Staatliche Universität des Fernen Ostens Wladiwostok die eigentliche Nachfolgeeinrichtung des 1899 gegründeten Fernöstlichen Instituts ist, bildet das ehemalige Gebäude des Instituts heute das Hauptgebäude der Universität.